# 伊佐軌道
伊佐軌道（いさきどう）は、かつて国鉄美禰線（現・美祢線）の吉則駅（現・美祢駅）から美祢郡伊佐村（現・美祢市）までの路線を保有した、馬車軌道およびその運営会社である。伊佐地区で産出される石灰石を輸送していた。

## 路線データ
- 路線距離：吉則 - 北川2.6km  （中間駅 下市）
- 軌間：762mm
- 複線区間：なし（全線単線）
- 電化区間：なし（全線非電化）
- 動力：馬力

## 歴史
伊佐地区に石灰工場ができたのは明治20年頃である。1905年（明治38年）山陽鉄道が厚狭駅 - 大嶺駅間を開通すると伊佐駅（現・南大嶺駅）までの石灰石の輸送手段は馬車であったが、1日数百台に及ぶ通行量により道路の損壊、交通事故が問題となっていた。このため地元有志の発起により1921年（大正10年）伊佐軌道を設立。1922年（大正11年）9月に馬車軌道を開通させた。しかし株式募集の申込は思わしくなく資金繰りに苦しみ、さらに開業初年度は貨物の輸送量が予想の半分に満たず、その後も1925年（大正14年）からの経済不況が長引き、石灰の需要が減少したため貨物量が低迷しさらに距離が短いこともあり自動車、荷馬車の影響も受けるようになり損失は増える一方であった。やがて減少し続けていた旅客輸送は1930年（昭和5年）3月で休止することになる。また事業低迷の挽回を図るため秋芳洞への連絡を計画し伊佐町 - 秋吉村間の軌道敷設の特許状が下付されたが実現されることはなかった。

### 大株主の動向
会社設立時には株式総数2000株、株主は81人、筆頭株主は中村直三郎250株、続いて社長の小山田任風205株であった、筆頭株主になった中村直三郎は1919年（大正8年）に伊佐地区の石灰石山を買収し日本石灰株式会社を設立した人物であるが軌道会社の設立では部外者で発起人には加われなかった。実は発起人総代の山田正一は運送業を営んでおり、その馬車輸送に変えての軌道計画であったため自前で馬車輸送をしていた中村の参加は考えられなかったのである。社長の小山田任風は山田とは同族であり、中村の処遇に苦慮したが1922年（大正11年）1月に中村を伊佐軌道監査役に就任させた。まもなく山田正一は取締役を辞任した。続いて中村は日本石灰の定款を変更して伊佐軌道の株式を所有することと一般運送業を目的に加えて伊佐軌道の経営に参画する意思を示したが、これには個人株主を同社の方針としていた伊佐軌道会社側の抵抗が強かったので6月には再度定款を変更しこの項目を削除した。その後中村は1923年（大正12年）8月に監査役を退任したが個人としては1924年（大正13年）6月まで筆頭株主におりその後1925年（大正14年）6月株主名簿から姿を消した。
中村が伊佐軌道に対して起こした騒動により両社従業員の関係は険悪となり運送の際にもしばしば小競り合いをおこしていた。そこで1926年（大正15年）9月に藤川喜太郎が日本石灰の代表取締役に就任すると伊佐軌道の小山田社長宅を訪問し今後の協力を要請し、関係を修復した。そして処遇を一切求めない約束で伊佐軌道650株を譲り受けることになった。この株式は社有にはせず役員に分配し個人の所有とすることになった。この譲渡された株式は年月を経て1936年に日本石灰工業組合が鮎川義介に買収された際、経営管理を委任された田辺譲の名義となった。

### 宇部興産の伊佐進出により専用側線へ
戦時中も生き残った伊佐軌道であるが、転機が訪れることになったのは宇部興産の伊佐地区への進出である。
実は1921年（大正10年）渡辺祐策は伊佐町高ノ峯の石灰石鉱山を買収し、1923年（大正12年）9月に前身の宇部セメント製造を設立し、いざ採掘しようとしたところ採掘権は山の中腹にあり麓には日本石灰工業の工場と伊佐軌道があった。当然日本石灰工業の私有地を通らねばならなかったので買収を申し出たところ。中村直三郎は拒否した。宇部政財界のトップに立つ渡辺祐策の力であっさり買収できるとおもっていた宇部セメント製造は一向に交渉が進まず困惑したが、時間も迫っていたので中村の要求をことごとく受け入れようやく1924年（大正13年）4月道路用地と石灰工場売買に関する仮契約を結ぶことになったのだが、ここで福岡県恒見の石灰石山を利用することに方針を転換し、結果として伊佐町高ノ峯の石灰石鉱山は戦後まで放置されることになった。
しかし放置されている間も宇部セメントは日本石灰工業組合と1935年（昭和10年）9月に「日本石灰工業組合が所有する伊佐軌道株式を譲り受ける」「宇部セメントと日本石灰工業組合の共同で伊佐軌道を専用側線にする」ことの契約をし、伊佐軌道の役員を宇部セメントの関係者に交替するなど事前の準備はすすめていたのである。
やがて多年の採掘により恒見の石灰石山が枯渇してきたので1946年（昭和21年）9月伊佐採石所を発足させ10月から伊佐町高ノ峯の石灰石鉱山の開発に着手した。そして11月麓にある日本石灰工業所第二工場と伊佐軌道を買収することになりようやく1924年の仮契約が履行されることになったのである。伊佐軌道の全株式のうち宇部興産が1370株、日本石灰工業所が630株を所有することになった。当然馬車軌道では輸送力に限界があったので輸送力増強を図るため国鉄と同等の規格の路線の敷設を計画した。そして宇部興産の中安閑一が専用側線敷設の認可を受けるため大阪鉄道管理局へ赴いたところ、たまたま旧知の佐藤栄作運輸省事務次官にであった。佐藤は中安の話を聞き全面的な協力を約束し、工事はすみやかにおこなわれたという。こうして1947年（昭和22年）8月12日に専用側線（現・伊佐セメント工場専用線）は開通し伊佐軌道は廃止となった。

### 年表
- 1920年（大正9年）12月21日 - 軌道敷設及運輸営業の特許[13]。
- 1921年（大正10年）4月15日 - 伊佐軌道株式会社設立[14]。
- 1922年（大正11年）9月1日 - 開業[14]。
- 1928年（昭和3年）5月19日 - 伊佐町-秋吉村間の軌道敷設及運輸営業の特許（動力蒸気、軌間1067mm）[3]。
- 1930年（昭和5年）8月 - 伊佐町-秋吉村間の軌道敷設及運輸営業の特許失効（指定の期限まで工事施工認可申請なきため）[4]。
- 1935年（昭和10年）3月10日 - 旅客運輸営業廃止[14]。
- 1947年（昭和22年）
  - 3月5日 - 廃止。
  - 8月12日 - 宇部興産専用側線開通。

## 輸送・収支実績・車両
| 年度 | 乗客（人） | 貨物量（トン） | 営業収入（円） | 営業費（円） | 益金（円） | その他損金（円） | 支払利子（円） | 客車 | 貨車 |
| ---- | ---------- | -------------- | -------------- | ------------ | ---------- | ---------------- | -------------- | ---- | ---- |
| 1922 | 10,693     | 3,595          | 3,635          | 4,395        | ▲ 760      |                  |                | 3    | 20   |
| 1923 | 35,922     | 17,720         | 14,748         | 12,331       | 2,417      |                  | 6,727          | 3    | 30   |
| 1924 | 39,766     | 22,131         | 16,966         | 13,237       | 3,729      |                  | 5,729          | 3    | 30   |
| 1925 | 36,436     | 19,424         | 15,817         | 13,960       | 1,857      |                  | 5,967          | 2    | 30   |
| 1926 | 23,260     | 25,456         | 11,091         | 10,089       | 1,002      |                  | 5,066          | 2    | 30   |
| 1927 | 14,234     | 11,714         | 9,837          | 7,466        | 2,371      |                  | 8,773          | 2    | 30   |
| 1928 | 11,104     | 11,857         | 7,768          | 7,384        | 384        |                  | 7,260          | 2    | 30   |
| 1929 | 5,361      | 16,527         | 7,985          | 8,027        | ▲ 42       |                  | 4,183          | 2    | 30   |
| 1930 | 380        | 16,988         | 6,772          | 4,341        | 2,431      |                  | 4,754          | 2    | 30   |
| 1931 |            | 14,156         | 5,444          | 3,181        | 2,263      |                  | 3,394          | 2    | 30   |
| 1932 |            | 12,761         | 4,808          | 3,051        | 1,757      |                  | 3,640          | 2    | 30   |
| 1933 |            | 14,918         | 4,970          | 3,502        | 1,468      |                  | 2,582          | 2    | 30   |
| 1934 |            | 20,349         | 6,662          | 5,508        | 1,154      |                  | 1,822          | 2    | 30   |
| 1935 |            | 23,147         | 6,847          | 5,192        | 1,655      | 償却金453        | 1,202          |      | 30   |
| 1936 |            | 30,969         | 7,223          | 6,623        | 600        | 償却金600        |                |      | 30   |
| 1937 |            | 26,522         | 7,148          | 6,678        | 470        | 償却金470        |                |      | 30   |
| 1939 |            | 26,433         | 9,073          | 8,142        | 931        | 償却金931        |                |      |      |
| 1941 |            | 30,596         | 11,564         | 9,674        | 1,890      | 償却金1,890      |                |      |      |

- 鉄道省鉄道統計資料、鉄道統計資料、鉄道統計各年度版

## 関連リンク
- 日本の廃止鉄道路線一覧
- 宇部伊佐専用道路（宇部興産専用道路）